# Союз-Л (ракета-носитель)
Союз-Л (индекс ГУКОС — 11А511Л, «Л» — лунная) — советская трёхступенчатая ракета-носитель среднего класса из семейства Р-7.
Является модификацией ракеты-носителя «Союз» и была предназначена для испытательных полётов с выведением на круговую орбиту космических пилотируемых кораблей типа «Союз» серии «Космос».
С помощью «11А511Л» были запущены три опытных корабля «Т2К» (ЛК, Л3, Лунный корабль) в рамках советской лунно-посадочной программы для высадки на поверхность Луны космонавтов. Всего было произведено 3 успешных запуска с 1970 года по 1971 год.
РН «Союз-Л» разрабатывалась и изготавливалась в куйбышевском филиале № 3 ОКБ-1 (ныне — ЦСКБ-Прогресс) под руководством Дмитрия Ильича Козлова и Сергея Павловича Королёва.

## Основные отличия
На ракете-носителе «Союз-Л» по сравнению с «Союзом» использовался надкалиберный головной обтекатель для обеспечения запусков прототипов лунных кораблей Т2К, что потребовало доработки автомата стабилизации системы управления.
На третьей ступени был установлен жидкостный ракетный двигателем РД-0110.

## Список всех запусков ракеты-носителя «Союз-Л»
Всего с 24.11.1970 года по 12.08.1971 года были выполнены три пуска ракеты-носителя «Союз-Л». Все запуски производились с космодрома Байконур, со стартовой площадки № 31/6, все запуски были успешными.
| 1 | 24 ноября 1970 года, 08:15:01  | 1970 | Космос-379 | Т2К № 1 | 1970-099A | 04760 | Байконур 31/6 | Успех |
| 2 | 26 февраля 1971 года, 08:06:21 | 1970 | Космос-398 | Т2К № 2 | 1971-016A | 04966 | Байконур 31/6 | Успех |
| 3 | 12 августа 1971 года, 08:30:00 | 1970 | Космос-434 | Т2К № 3 | 1971-069A | 05407 | Байконур 31/6 | Успех |

## Статьи
- Варфоломеев Т., Лебедев В. «Семерка» для третьего спутника // Новости космонавтики. — № 10, 2008.